# Saudade
Saudade je specifičan oblik galicijskog i portugalskog Weltschmerza.
Koncept Saudade odnosno "tuge", "melankolije", "čežnje" ili "nježne melankolije" može se prevesti samo približno.
Riječ označava nostalgičan osjećaj gubitka nečeg dragog, a često izražava nezadovoljstvo i potisnutu spoznaju da se ono što je izgubljeno nikada ne može povratiti. 
Slična značenja mogu imati američki blue (feeling blue) i turski hüzün.
Iako riječ dolazi iz latinskog solitudo, ne označava samoću.
Saudade je povezana sa s vrednovanjem prošlosti, kontemplacijom prolaznosti i ljepotom propadanja, te sa suptilnim ponosom i radošću na pozitivan način.
Saudade nije trenutačno stanje duha. Povezan je s dekadencijom, iako Portugalci sami naglašavaju da je termin neprevodiv u drugim jezicima. Prisustvo saudadea u društvu posebnost je portugalskoga nacionalnog identiteta. 

## Povezani članak
- Fado

## Vanjske povenice
- Estetika suadadea (engl.)